# Ноттовей (округ, Вірджинія)
Шаблон:StateAbbr_ 37°08′ пн. ш. 78°03′ зх. д. / 37.14° пн. ш. 78.05° зх. д.
Округ  Ноттовей (англ. Nottoway County) — округ (графство) у штаті  Вірджинія, США. Ідентифікатор округу 51135.

## Історія
Округ утворений 1789 року.

## Демографія
За даними перепису 2000 року загальне населення округу становило 15725 осіб, зокрема міського населення було 7363, а сільського — 8362. Серед мешканців округу чоловіків було 8113, а жінок — 7612. В окрузі було 5664 домогосподарства, 3888 родин, які мешкали в 6373 будинках. Середній розмір родини становив 3.
Віковий розподіл населення поданий у таблиці:
| Стать    | До 15 років | 15-21 | 22-29 | 30-39 | 40-49 | 50-65 | 65-85 | Понад 85 |
| -------- | ----------- | ----- | ----- | ----- | ----- | ----- | ----- | -------- |
| Чоловіки | 1532        | 700   | 993   | 1359  | 1277  | 1208  | 957   | 87       |
| Жінки    | 1432        | 619   | 619   | 961   | 1078  | 1251  | 1386  | 266      |

## Виноски
1. ↑  U.S. Decennial Census. United States Census Bureau. Процитовано 4 січня 2014.
2. ↑  Historical Census Browser. University of Virginia Library. Архів оригіналу за 11 серпня 2012. Процитовано 4 січня 2014.
3. ↑  Population of Counties by Decennial Census: 1900 to 1990. United States Census Bureau. Процитовано 4 січня 2014.
4. ↑  Census 2000 PHC-T-4. Ranking Tables for Counties: 1990 and 2000 (PDF). United States Census Bureau. Процитовано 4 січня 2014.
5. ↑  State & County QuickFacts. United States Census Bureau. Архів оригіналу за 7 червня 2011. Процитовано 4 січня 2014.(англ.) Наведено за англійською вікіпедією.
6. ↑  American FactFinder. Бюро перепису населення США. Архів оригіналу за 26 лютого 2012. Процитовано 31 січня 2008.

| США | Це незавершена стаття з географії США. Ви можете допомогти проєкту, виправивши або дописавши її. |